# 11 Pułk Huzarów Cesarstwa Austriackiego

Symbol Szeklerów

11 Pułk Huzarów Cesarstwa Austriackiego (11 Pułk Huzarów Szeklerów) – jeden z austriackich pułków kawalerii okresu Cesarstwa Austriackiego. Garnizonem pułku było miasto Sepsiszentgyörgy (ob. Sfântu Gheorghe).
Podczas wojny polsko-austriackiej w 1809 wchodził w skład Brygady Huzarów Gabriela Geringera w Dywizji Kawalerii Karla Augusta von Schaurotha. Posiadał 8 szwadronów.